# British Home Championship 1898
De British Home Championship van 1898 was de 15e editie van de British Home Championship. Het toernooi werd gehouden van 19 februari tot en met 2 april 1898. Engeland werd kampioen.

## Eindstand
| Team      | Gsp | W | G | V | DV | DT | DS | Ptn |
| --------- | --- | - | - | - | -- | -- | -- | --- |
| Engeland  | 3   | 3 | 0 | 0 | 9  | 3  | +6 | 6   |
| Schotland | 3   | 2 | 0 | 1 | 9  | 5  | +4 | 4   |
| Ierland   | 3   | 1 | 0 | 2 | 3  | 6  | –3 | 2   |
| Wales     | 3   | 0 | 0 | 3 | 2  | 9  | –7 | 0   |

## Wedstrijden
|                                                     |       |                |         |                                                                             |
| 19 februari 1898 «onderlinge duels» 15:30 uur (UTC) | Wales | 0 – 1          | Ierland | The Oval, Llandudno Toeschouwers: 6.000 Scheidsrechter: Tom Robertson (SCO) |
| 19 februari 1898 «onderlinge duels» 15:30 uur (UTC) |       | 85' Jack Peden |         | The Oval, Llandudno Toeschouwers: 6.000 Scheidsrechter: Tom Robertson (SCO) |

|                                                      |                               |       |                                                           |                                                                            |
| 5 maart 1898 «onderlinge duels» 15:30 uur (UTC–0:25) | Ierland                       | 2 – 3 | Engeland                                                  | Solitude, Belfast Toeschouwers: 12.000 Scheidsrechter: Tom Robertson (SCO) |
| 5 maart 1898 «onderlinge duels» 15:30 uur (UTC–0:25) | Jim Pyper 15' Joe McAllen 70' |       | 37' Gilbert Smith 40' Charlie Athersmith 50' Tommy Morren | Solitude, Belfast Toeschouwers: 12.000 Scheidsrechter: Tom Robertson (SCO) |

|                                                  |                                                                                                  |       |                                    |                                                                               |
| 19 maart 1898 «onderlinge duels» 15:30 uur (UTC) | Schotland                                                                                        | 5 – 2 | Wales                              | Fir Park, Motherwell Toeschouwers: 3.500 Scheidsrechter: William Stacey (ENG) |
| 19 maart 1898 «onderlinge duels» 15:30 uur (UTC) | Jimmy Gillespie 12' Jimmy Gillespie 20' James McKee 29', 40' James McKee 40' Jimmy Gillespie 61' |       | 40' John Thomas Morgan Morgan-Owen | Fir Park, Motherwell Toeschouwers: 3.500 Scheidsrechter: William Stacey (ENG) |

|                                                       |         |                                                          |           |                                                                        |
| 26 maart 1898 «onderlinge duels» 15:30 uur (UTC–0:25) | Ierland | 0 – 3                                                    | Schotland | Solitude, Belfast Toeschouwers: 5.000 Scheidsrechter: John Lewis (ENG) |
| 26 maart 1898 «onderlinge duels» 15:30 uur (UTC–0:25) |         | 30' Tommy Robertson 42' Robert McColl 70' Willie Stewart |           | Solitude, Belfast Toeschouwers: 5.000 Scheidsrechter: John Lewis (ENG) |

|                                                       |       |                                        |          |                                                                                     |
| 28 maart 1898 «onderlinge duels» 15:30 uur (UTC-0:25) | Wales | 0 – 3                                  | Engeland | Racecourse Ground, Wrexham Toeschouwers: 15.500 Scheidsrechter: Tom Robertson (SCO) |
| 28 maart 1898 «onderlinge duels» 15:30 uur (UTC-0:25) |       | 9', 75' Fred Wheldon 88' Gilbert Smith |          | Racecourse Ground, Wrexham Toeschouwers: 15.500 Scheidsrechter: Tom Robertson (SCO) |

|                                                 |                  |       |                                        |                                                                               |
| 2 april 1898 «onderlinge duels» 15:30 uur (UTC) | Schotland        | 1 – 3 | Engeland                               | Celtic Park, Glasgow Toeschouwers: 40.000 Scheidsrechter: Tom Robertson (SCO) |
| 2 april 1898 «onderlinge duels» 15:30 uur (UTC) | Jimmy Millar 48' |       | 3' Fred Wheldon 23', 72' Steve Bloomer | Celtic Park, Glasgow Toeschouwers: 40.000 Scheidsrechter: Tom Robertson (SCO) |